# 달 (점성술)
달은 지구의 반려 위성이다. 달은 지구에 대한 궤도가 안정되어 있고 규칙적인 밀물과 썰물의 조수를 만들어낼 정도로 지구에 영향을 주는 중력이 충분히 크다. 달은 우리에게 변치 않는 주기 동안에 나타나는 상현과 하현의 여러 위상들로 친숙하다. 그러한 이유로 인해서, 점성가들은 태양에 관하여 중요성이 있는 점성학적 기간의 최소한의 부차적인 측면들로도 달에 대해 고찰하며, 그것은 넓게는 태양만큼 중요하다고 여겨진다.
달은 황도대의 각각의 별자리에서 2.33일씩을 지나며 28일 동안 지구에 대한 궤도를 돈다. 최근, 달의 궤도 주기에 대한 더 정확한 측정법이 관찰 지점에 따른 두 가지의 다른 값을 알렸다. 삭망 주기는 태양에 대해 측정되며, 우리에게 음력의 시작인 삭월부터 삭월까지 29.5일의 주기를 알려준다. 지구로부터 관찰될 때, 공간의 고정된 한 점에 관한 항성 주기는 보다 짧은 27.3일이다. 점성술에서 계산이 용이한 정수의 값을 부여하기 위해서, 달의 궤도는 거의 27일이 될 수 있고, 그러면 각각의 별자리의 통과에 54시간 또는 2.25일씩의 기간이 돌아간다.
점성술에서는 달의 교점 또한 중요하다. 교점은 달이 경로가 하늘을 지나는 태양의 경로인 황도와 교차하는 곳이다. 즉, 그곳들은 일식이 일어날 수 있는 단 두 개의 위치이다. 강교점은 달이 북쪽에서 남쪽으로 (또는 하강) 교차하는 곳을 표시하는 반면, 승교점은 달이 남쪽에서 북쪽으로 (또는 상승) 교차하는 곳을 표시한다. 교점들은 언제나 역행하므로, 그것은 황도대를 거꾸로 거스르는 것으로 보인다. 그러한 이동은 분점의 세차운동과 방향이 같지만, 달의 경우는 주기를 완주하는데 19년이 걸릴 뿐이다. 두 개의 교점은 언제나 황도대의 끝과 끝에서 서로 180도 떨어져 있다.(예를 들어, 승교점이 양자리의 23도에 있다면, 강교점은 천칭자리 23도에 있다.)

## 서양 점성술

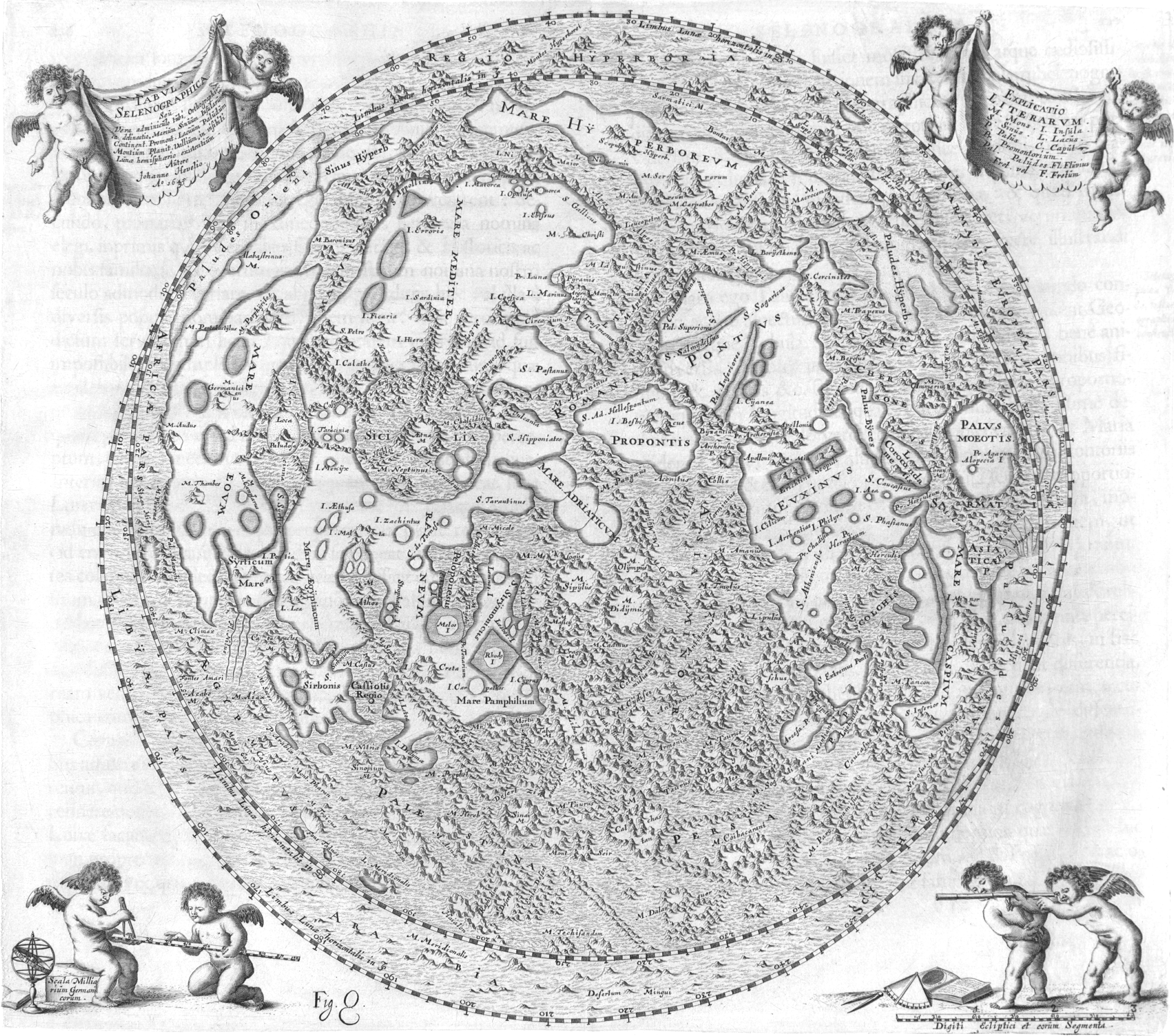
요하네스 헤벨리우스가 그린 달의 지도. (1647년)

달()은 게자리의 주인 행성이다. 로마 신화에서, 달은 사냥의 여신 디아나에 의해 대표된다. 서양 점성술에서 달은 개인의 느낌의 본질을 나타낸다.
달은 사람의 감정의 기질과 무의식적 습관, 운율, 기억, 분위기와 연관된다. 그것은 어머니와 모성적 본능 또는 양육의 욕구, 가정 그리고 과거와도 관련된다.
달은 우리 안에 있는 내면의 어린이 뿐만 아니라, 과거와 우리가 현재 어떠한가 보다 개인으로서 어떠한가를 특징짓는데에도 사용된다. 그것은 누군가의 어머니에 대한 한 가지 인식을 표현하는데 사용되는데, 그러므로 물고기자리의 달이 있는 누군가는 사실은 그렇지 않더라도 그들의 어머니를 물고기자리의 유형으로 보게 될 가능성이 더 많다. 천궁도에서, 달이 다른 행성과 맺는 각과 보다 느린 행성에 대한 통과는 모두 우리의 삶이 어떻게 펼쳐질지에 관해서 강력한 영향력을 갖는다고 한다.
달은 우리의 수용성과 취약성 등을 표현한다고도 한다. 그러나 그러함은 그것의 효력이 태양보다 작다고 여겨진다는 것을 암시하지는 않는다. 점성학적인 견지로 보면, (혹시의 논의를 위해서, 우리가 지구는 고정되어 있고 다른 모든 것들은 움직인다고 가정한다면) 태양과 달은 같은 크기이다. 점성학적인 견지로 보면, 그것들은 동등하다.: 일식은 숨겨져 있고 신비롭지만 영향력이 적지 않은 달의 능력에 대해 의심하지 않도록 그것에 대해 우리를 일깨워 준다.
1세기의 시인 마닐리우스는 달 또는 루나를 우울하다고 묘사했다. 의학에서 달은 소화기계와 위장, 가슴, 생식기, 궁둥이, 난소, 월경 그리고 췌장과 연관된다. 달은 4번째 하우스의 주인이다.

### 달의 별자리
한 사람의 달의 별자리는 그 사람의 출생의 정확한 순간에 달이 어디에 위치해 있는지를 나타낸다. 한 사람의 차트에서 달의 별자리는 달이 스스로를 표현하는 방식을 변화시킨다. 그것들이 표현하는 방식은 그것이 들어 있는 별자리에 의존하게 되더라도, 그 사람의 감정과 무의식의 욕구, 본능 그리고 양육의 욕구와 같이 달과 연관되는 효과는 여전히 나타난다. 각각의 별자리에 대한 대한 감정과 양육의 경향은 아래에서 설명된다.::
양자리의 달
이 달과 함께 하는 사람들은 그들의 감정을 직접적이고 충동적인 방법으로 표현할 때 성장된다고 느낀다. 그들은 활동하기를 좋아하며, 도전과 흥분되는 일에 자극받는다. 무엇을 (또는 누군가를) 얻고 가지려는 과정은 그 끝의 결과보다 더 그들을 만족시킨다.
황소자리의 달
이 달과 함께 하는 사람들은 그들의 삶에서 안정과 안전을 중시한다. 그들은 현실적이며, 충분히 기초교육을 받았고, 그들의 감각을 향상시키는 삶을 안락하게 하는 것들과 함께한다. 대부분의 사람들이 그들의 육체적 본능을 다루는데 매우 능숙하며, 그렇게 그들의 장수와 힘을 유지하는데 기여할 수 있다.
쌍둥이자리의 달
이 달과 함께 하는 사람들은 다른 사람들과 생각이나 이야기를 나누는 것을 좋아한다. 이 별자리에는 감정적인 불안정이 있고, 많은 사람들이 어떤 것에 대한 흥미를 아주 빨리 잃어버린다. 이 달의 별자리 아래서 태어난 사람들은 말과 그외의 의사소통 방식에 천분이 있다.
게자리의 달
이 달과 함께 하는 사람들은 그들의 감정을 깊히 느낀다. 그들은 지식 대신에 감성을 통해서 세상을 본다. 그들의 감정은 주변 환경에 대해 매우 민감하고 수용적일 수 있다. 이 달과 함께 하는 대부분의 사람들은 매우 직관적이며, 그들은 다른 사람들을 보살피고 양육하는데서 그들의 만족감을 얻는다.
사자자리의 달
이 달과 함께 하는 사람들은 관심과 견식의 줌심이 되는 것을 즐긴다. 그들은 지도자의 지위에 있을 때 안전하다고 느낀다.(도나 커닝엄, 1988년) 그리고, 그들은 독창적인 방식으로 그들을 표현하고 싶은 욕구가 있다. 그들은 그들과 가장 가까운 사람들로부터 관심받으며 사랑받는다고 느낄때가 그들의 전성기이다.
처녀자리의 달
이 달과 함께 하는 사람들은 일상적이고 질서 있으며 상세하게 안전을 추구한다. 그들은 실질적인 방법으로 다른 사람들을 보살피며, 도움이 되는 일을 함으로써 커다란 만족을 발견한다. 많은 사람들이 일벌레인데, 그들의 감정과 욕구를 억누를 때, 종종 심신의 질환으로 발전한다.(도나 커닝엄, 1988년)
천칭자리의 달
이 달과 함께 하는 사람들은 그들 스스로를 아름다운 것들로 에두르고 있는 것을 즐기며, 그들은 무례한 언동과 충돌 그리고 조악한 것에 쉽게 동요한다.(조안나 마틴 울퍽, 2006년) 그들은 정련, 정의, 공평성에 대한 직관이 있으며, 그것들에 혼자 임하는 것보다 다른 사람들과 함께 행하는 것을 선호한다.
전갈자리의 달
이 달과 함께 하는 사람들은 바깥 세계로부터 교묘하게 숨겨진 격양된 느낌과 강한 열정이 있다. 그들은 그들의 감정에서 극도로 활홀감과 침울함을 경험하며, 그들에게 있어서 가장 큰 공부는 그들이 그들의 능력을 다른 사람들을 사랑하는 데까지 확장할 수 있도록 감정을 다루는 것이다.
사수자리의 달
이 달과 함께 하는 사람들은 인간 관계를 위한 공간과 자유에 대한 깊은 욕구를 갖고 있다. 그들은 밖으로 나가, 여행하고, 새로운 사람을 만날 때, 감정적으로 충만함을 느낀다. 그들의 관점은 낙천적이며 널리 포용력이 있고, 그들에게는 철학적이며 긍정적인 인생관으로 매우 파괴적인 사건을 다룰 수 있는 능력이 부여되어 있다.
염소자리의 달
이 달과 함께 하는 사람들은 다른 사람들로부터의 지위와 존경에 대한 강한 욕구를 갖고 있으므로, 성취도가 매우 높은 사람들이다. 그들의 본능은 생산성과 연결되어 있으며, 그들의 야망을 성취하는데 도움이 될 견고한 토대를 구축하고 있을 때가 그들의 전성기이다. 이 별자리는 개인에게 심각하고 우울한 분위기를 더한다.
물병자리의 달
이 달과 함께 하는 사람들은 그들의 감정과 지성에 대해 확실히 균형을 이룰 수 있다.(조안나 마틴 울퍽) 그들은 그들의 삶에서 한 때는 개성과 자유 그리고 독립에 대한 욕구를 형성하는데 도움이 될 수 있는 "다른" 기분을 경험할 수 있다.
물고기자리의 달
이 달과 함께 하는 사람들은 자연계에서 초자연적이고 영묘한 그들 자신보다 더 숭고한 무엇과 관계하려는 욕구를 갖고 있다.(도나 커닝엄, 1988) 그들은 그들의 지성보다 감정과 직관을 더 많이 사용하며, 그들이 스스로를 피신할 공간이 주어지지 않았을 때 쉽게 압도되는 느낌을 받을 수 있다. 그들은 그들과 가장 가까운 사람들에 대한 엄청난 동정심과 헌신적인 애정을 갖고 있다.

### 달의 위상
점성가들은 개인에게 미치는 달의 효력을 해석하는데 있어서 출생때의 그것의 위상에 대해서도 고려한다. 달의 네 가지 위상은 다음과 같다.:
첫 번째 위상(초승달)점성가들은 달의 첫 번째 위상에서 태어난 사람은 그들의 본성에 약간의 양자리 성향의 젊은 열정과 낙천주의의 근원적인 감정을 갖게 될 것이라고 한다. 그들은 아마도 특히 연애에서 주도권으러 갖기를 좋아하게 될 것이며, 삶에서의 새로운 관심사와 새로운 사람들 그리고 새로운 생각을 찾아나설 준비를 갖추게 될 것이다. 이 사람들은 과업이 끝나기도 전에 그 일이 어떻게 다른 사람들을 자극할 수 있고 향상될 수 있는지 알게 될 것이다. 그들의 차트에서 다른 요소들이 성공이 지속될 수 있을지를 나타내게 될 것이지만, 그들은 아마도 삶의 여정을 일찍 출발하여 상당히 성공하게 될 것이다. 그들은 지나치게 빠르고 성급한 반응으로 다른 사람들을 놀라게 하는 것과 자기본위주의에 대하여 주의를 필요로 한다.
두 번째 위상(상현달)점성가들은 이 두 번째 위상 때에 태어난 사람은 그들의 본성에 다소의 게자리와 사자자리 성향을 지니므로, 야망과 사교성이 있을 것이라고 한다. 그들은 그들의 목표가 고정될 것이며, 다른 사람들에게 기억되는 무엇을 만들려는 강한 욕구를 갖게 될 것이다. 그들은 다른 사람들을 그들에게 끌어당기지만, 무의식적으로 그들을 돕기보다는 자신의 목적을 위해서 그들을 이용할 수도 있는 카리스마적 성격을 갖게 될 것이다. 그들은 남보다 앞서며 관심받고 지위를 갖는 위치에 있는 직업을 선호한다. 그들은 그들의 가정이나 직장에서 개성을 표현할 수 있는 그들 스스로의 장소를 원한다. 이 위상의 사람은 젊을 때, 괄목할만한 성공을 거두지만, 그의 차트에서 다른 요소가 그 지위가 유지될 수 있을지를 나타낼 것이다. 이 사람은 좀처럼 화를 내지 않지만, 화가나면 겉잡을 수 없을 것이며, 기정 사실을 서두르거나 부여받는 것을 싫어한다. 그러나, 그것이 그들이 선호하는 유별난 것이라고 예상된다면, 그들은 다른 사람들에게 그렇게 하는 것에는 개의치 않는다.
세 번째 위상(보름달)점성가들은 이 세 번째 위상 때에 태어난 사람은 다른 사람의 욕구에 민감하게 되고 다른 사람들에게 그들의 바램을 세밀히 기대하게 될 것이라고 한다. 천칭자리와 전갈자리의 조심스러운 회고의 근원적인 감각이 있다. 이 사람은 우정, 동료 그리고 관계를 필요로 하게 될 것이며, 다른 사람들과 잘 어울리게 될 것이다. 그들은 매우 성공한 사람들에게 이끌려 그들의 목표를 달성하는데 도움을 주게 되거나 아니면, 다른 사람들의 도움으로 스스로의 성공을 성취하게 될 것이다. 짧은 기간의 관심과 새로운 사람들과의 경험을 향한 끝없는 탐색으로 이어지는 장난에는 갈등과 신경과민이 있고, 성관계는 그들의 삶을 어떤 식으로 변화시키는 역할을 할 것이다. 인생에서 가장 성공한 때는 중년기가 될 것이다.
네 번째 위상(하현달)점성가들은 이 네 번째 위상 때에 태어난 사람은 염소자리의 근원적 감각을 갖게 될 것이라고 한다. 그들은 다른 사람들이 시작하려는 과업을 끝마치게 되며, 다른 사람들에 의해서 남겨진 문제거리를 재건하고 해결하게 될 것이다. 그들은 통찰력을 갖게 될 것이며, 논리적인 것보다는 육감에 따를 것이다. 이 사람은 다른 사람의 요구에 너무 민감하게 그리고 당황하게 될 것이며, 어떤 일에 대해서 물러서려는 경향이 심하게 되고 내버려 두게 될 수 있을 것이다. 그들은 단체 안에서 업무를 가장 잘 수행하게 되며 물질만능주의자가 아니지만, 그들은 분명 직무에서 만족이 필요하다. 그들은 느리게 성장할 수도 있지만, 인생의 후반기에 어떤 식의 변모를 통해 성장하게 되며 특이하고 전적으로 개인적인 것에서 성공을 이뤄낼 가능성이 크다.

### 달의 교점
달의 교점은 서양 점성가들에게는 각각의 행성 만큼 중요한 요소로 여겨지지는 않지만, 이것들은 고려할 가치가 있는 민감한 영역을 나타낸다고 여겨진다.
 - 북향 또는 상승 교점점성가들은 승교점은 그것의 효력이 목성 만큼은 아니지만 유익하며, 의식적인 노력을 통하지 않고서도 그것으로부터 다소의 이점을 끌어내는 이용 가능한 자원의 경향이 있다고 한다. 어떤 점성가들은 승교점이 현생에서의 업보적 과업을 표현한다고 여긴다.
 - 남향 또는 하강 교점강교점은 그것의 효력이 토성 만큼은 아니지만 다소 해롭고, 당사자의 에너지를 분출하는 이용 가능한 자원의 경향이 있다고 한다. 그것은 종종 기대되는 보상이 없는 노력이나 요구되는 희생까지도 나타낼 수 도 있다. 어떤 점성가들은 강교점을 전생의 업보적 과업을 표현한다고 여긴다.
많은 점성가들이 사회적 행동과 반사회적 행동, 양립과 비양립성 그리고 두 교점의 위치 사이에는 관련성이 있다고 믿는다. 그것은 별자리와 하우스에 의해서 평가된다. 교점은 토지와 재산, 가정 환경과도 어느정도 관련있다. 교점을 통해 진행하거나 통과하는 행성은 종종 가족의 변화를 가져온다. 대개는 집을 장식하거나 재단장하는 일과 손님을 접대하거나 휴일 동안 집을 떠나는 일과 같이 그리 큰 일은 아니다. 가족 구성원이 잠시 동안 떠나는 것이 교점에 의해 나타나기도 한다. 게다가, 만일 교점이 상승점 또는 상승궁과 가깝게 붙어 있고 하강점이 그 반대편에 있다면, 당사자의 외모에 관해서 유별난 점이 있다는 뜻일 수 있다.: 예를 들면, 그 또는 그녀는 키가 매우 클 수도 있다.

## 삭망 유형
삭망 유형(朔望 類型, Lunation type)은 한 사람의 출생일의 달의 위상을 근거로 하는 성격의 한 가지 유형을 할당한다. 그것은 프랑스의 점성가 데인 러디아르의 저서 The Lunation cycle(삭망 주기)에서, 그는 삭망 유형이 성격을 이해하는데 있어서 태양궁만큼 중요하다고 주장한다. 러디야르는 여덟 가지 삭망 유형을 정의했다.: 삭월 형, 초승달 형, 상현반달 형, 상현달 형, 보름달 형, 하현달 형, 하현반달 형, 그믐달 형 - 데인 러이야르.

## 공도의 달
공도의 달(void-of-Course Moon)은 황도에서 달이 하나의 별자리에서 다음 별자리로 넘어가기 전에 통과하는 달이 마지막의 주요 각을 맺을 때에 나타난다. 그것은 달이 다음 별자리로 들어갈 때에 끝난다. 점성학적인 측면에서 그것은 인간의 판단력이 악화되고, 투기는 실패하게 되고, 사업은 붕괴하며, 여행이 연기되는 기간이며, 이와 같은 기간 동안에 일어난 역사적 사건은 문화적 발전에 있어서 특이한 효과를 갖는다. 그들은 그들의 무책임한 행동과 변덕스러운 성격 탓에 본인 뿐 아니라 주변 사람들의 인생에 불리한 효과를 준다.
```
공도(Void of course) 상태의 달은 
흉험
하다고 보며 필연적인 심적 공허감과 원하는 바의 실패가 따르는 시기로 해석하기 때문에 
호라리
를 볼 때 이 시기를 피하여 차트를 뽑는 원칙이 있다.
```

마이클 코넬리가 저술한 Void Moon(공도의 달)은 달이 공도 상태에 있는 동안에 나타날 수도 있는 위험에 대해서 언급하고 있다.

## 중국 점성술
중국의 우주진화론에서 달은 일반적으로 여성의 본질인 음과 관련이 있다고 한다. 그 이유는 여성의 월경 주기가 29일이나 30일의 삭망월과 거의 상응하기 때문이다.
중국의 문화에서, 태양과 달 또는 양(陽)과 음(陰)은 각각 남성성과 여성성을 대표한다. 특정한 한 사람의 천궁도에서 태양의 별자리와 달의 별자리의 상호작용에 대하여 고찰하는 한가지 방법으로는 카를 융의 아니마와 아니무스 이론이 있는데, 모든 인간은 그 또는 그녀의 성격과 삶에서 양과 음, 또는 남성성과 여성성의 균형을 맞추려고 노력한다는 중국의 사상과 매우 유사하다.

### 달의 위상
중국 점성술은 한 사람의 출생 시간의 달의 위상은 중요한 의미를 지닌다고 여기기도 한다. 네 가지 위상의 의미는 다음과 같다.
제1사분기(초승달) 1~7.5일제1사분기의 달은 출생, 재생, 파종, 각성을 상징하며, 봄과 동쪽 그리고 나무 원소와 연관있다. 이 위상 때에 태어난 사람들은 활기차고 혁신적이며, 새로운 개념의 사랑과 모험심을 지닌 자유로운 사고방식의 소유자이다. 그들은 일반적으로 외부로부터의 영향에 민감하고 창의력이 풍부하며 외향적이지만, 충동적이며 불안정하다. 달의 이 위상은 호랑이와 토끼 그리고 용의 별자리를 다스린다.
제2사분기(상현달) 7.5~15일제2사분기의 달은 힘, 성숙, 완전한 성장을 상징하며, 여름과 남쪽 그리고 불의 원소와 연관있다. 이 위상 때에 태어난 사람은 굳쎈 마음을 지녔고, 유능한 투사 그리고 실행가가 될 그리고 호전적이며 단호한 조치에 능력이 있을 가능성이 높다. 강한 에너지가 충만한 그들은 달의 주기의 선도자들이다. 달의 이 위상은 뱀과 말 그리고 양의 별자리를 다스린다.
제3사분기(보름달) 15~22.5일제3사분기의 달은 조직화, 수확, 수집과 저장을 상징하며, 가을과 서쪽 그리고 쇠와 연관된다. 이 위상 태에 태어난 사람들은 지적이며 온화한 동기로 조직화하기, 질서회복, 문제를 해결하기 그리고 분쟁을 해결하기를 좋아한다. 그들은 그들은 자원을 수확하고 통합하는 사람들이다. 달의 이 위상은 원숭이와 닭 그리고 개의 별자리를 다스린다.
제4사분기(하현달) 22.5~29일제4사분기의 달은 완성과 결말, 동면과 휴식을 상징하며, 겨울과 북쪽 그리고 물의 원소와 관련있다. 이 위상 때에 태어난 사람들은 사색가, 비밀 유지인, 분석적 결정의 주체이다. 그들은 에너지를 보존하고 있다가 적시에 삶을 향해 분출한다. 달의 이 위상은 돼지와 쥐 그리고 소의 별자리를 다스린다.

## 인도 점성술
(조티사 또는 베다 점성술이라고도 불리는) 인도 점성술에서, 달은 찬드라라고 불리는 달의 신이다. 찬드라는 베다의 달의 신 소마와 동일시 된다. 그는 젋고 아름다우며 공평하고, 두 개의 팔을 가지고 있으며 그의 손에는 곤봉과 연꽃을 들고 있는 것으로 묘사된다. 그는 열 마리의 백마 또는 영양이 끄는 그의 전차(달)를 타고 밤하늘을 가로지른다. 그는 이슬과 연관되어 있고, 그것은 다산의 신들 가운데 하나이다. 그는 니샤파티(밤의 군주) 그리고 크슈파라카(밤을 비추는 하나)라고도 불린다. 그는 소마로서 월요일을 주재한다.
인도 점성술에서 달은 마음, 여왕의 지위, 어머니, 감정, 감각, 온화함, 상상력을 나타낸다.

### 달의 교점
(라후라고 불리는) 북향의 달의 교점과 (케투라고 불리는) 남향의 달의 교점은 인도 점성술에서 특별한 중요성이 있다고 여겨지며, 아홉 개의 나바그라하의 일부로써 일곱 개의 고대 행성들과 함께 동등한 지위가 부여된다. 북향 교점인 라후는 불길하다고 여겨지며 비밀과 잔인함과 연관된다. 남향 교점인 케투는 업보의 (긍정적 측면과 부정적 측면 모두의) 더미 그리고 영성과 연관된다.

### 달의 저택 또는 나크샤트라
인도 점성술에서 나크샤트라(데바나가리어: नक्षत्र) 또는 달의 저택은 하늘의 27개 또는 28개의 구간 중의 하나이며, 그것들에 있는 두드러지는 항성(들)로 확인된다.힌두 천문학과 점성술에서는 이러한 달의 주기를 사용하며 달은 그것들을 통해서 이동한다. 황도대의 별자리와 유사하게 각각의 나크샤트라는 황도의 (13도 20분의) 한 구간씩을 나타낸다. 그 저택은 해당 시간에 달이 지나는 별자리와 상응하는 날짜와 연관된다. 전통적으로, 달의 나크샤트라 위치는 당사자의 내적인 기질과 행성의 주기 계산(다샤)를 위해서 산출된다. 게다가, 각각의 나크샤드라는 챠란 또는 파드로 알려진 네 개의 동등 구간으로 나뉜다. 나크샤트라는 점정학적 궁합과 마후르타, 판창가 그리고 프라샤나의 인간사에서 중요한 지위를 갖는다.

## 같이 보기
- 점성술의 태양계